# Září 1938 (Holan)
Září 1938 (pol. Wrzesień 1938) – zbiór wierszy czeskiego poety Vladimíra Holana, będący reakcją na Układ monachijski. Zbiór ukazał się w listopadzie tegoż roku. Wiersze są utrzymane w tonie katastroficznym. Poeta porzuca czystą lirykę na rzecz poezji zaangażowanej narodowo.